# Darja Doncovová
Darja Arkadijevna Doncovová (rusky Дарья Аркадьевна Донцова, vlastním jménem Агриппина Аркадьевна Донцова, nepřechýleně Doncova; * 7. června 1952, Moskva, SSSR) je ruská spisovatelka a novinářka.

## Život
Je dcerou sovětského spisovatele Arkadije Nikolajeviče Vasiljeva. Na Lomonosovově univerzitě v Moskvě studovala žurnalistiku, posléze pracovala jako překladatelka a učitelka němčiny a francouzštiny. V roce 1984 napsala svůj první kriminální román. V 90. letech minulého století těžce onemocněla a čas strávený delším pobytem v nemocnici využila ke psaní.
Je vdaná, má tři děti a žije v Moskvě.

## Publikační činnost (výběr)

### České překlady
- Manikúra pro nebožtíka (orig. 'Manikjur dlja pokojnika'). 1. vyd. V Praze: Knižní klub, 2006. 356 S. Překlad: Jelena Ambrožová a Jiří Hrabec